# جيسيكا بيرد (روائية)
جيسيكا بيرد (بالإنجليزية: Jessica Bird)‏ (1969، ماساتشوستس في الولايات المتحدة)؛ كاتِبة، محامية وروائية أمريكية. درست في كلية سميث.